# 法兰士约瑟夫地群岛
法兰士约瑟夫地群岛，是俄罗斯在北冰洋中的一座群岛，由191个冰封岛屿组成，面积16134平方公里。又名弗朗茨·约瑟夫群岛。
该群岛位于斯瓦尔巴群岛（挪威管轄）以东，相距約350公里；北地群島以西，相距約480公里、謝韋爾內島（新地島的北島）以北，相距約350公里，属阿尔汉格尔斯克州管辖，但均为无人岛。该群岛1873年被奥匈帝国探险家发现，以奥匈帝国皇帝弗朗茨·约瑟夫一世之名命名，并成为奥匈帝国的海外领地，曾计划像格陵兰一样安排移民。但尚在初始阶段奥匈帝国就解体了。
1926年，苏联确认对其的主权。虽然位置偏远但地下有煤炭、石油和天然气。現時俄羅斯聯邦已在島上建立「三葉草基地」，以準備將來在這裡開採這些天然資源。